# Szojuz TMA–08M
A Szojuz TMA–08M a Szojuz TMA–M orosz háromszemélyes szállító űrhajó űrrepülése volt 2013-ban. Ez volt a 35. repülés a Nemzetközi Űrállomáshoz, valamint ez volt a Szojuz űrhajók a 117. repülése 1967 óta.

## Küldetés
Hosszú távú cserelegénységet szállított az ISS fedélzetére. A tudományos és kísérleti feladatokon túl az űrhajók cseréje volt szükségszerű.
A Szojuz TMA–08M repülésének magyar vonatkozású érdekessége, hogy most jutott fel az űrállomásra az MTA Energiatudományi Kutatóközpontjában fejlesztett TRITEL dózismérő rendszer legújabb változata. A Columbus modulon jelenleg is méréseket végző rendszerhez hasonlóan működő TRITEL-RS jelű példány az orosz szegmensbe, az ISS Zvezda moduljára kerül. A műszer újdonsága, hogy központi egysége grafikus kijelzővel is rendelkezik. Így az adatok fedélzeten történő megjelenítésére is alkalmas, az űrhajósok napi rendszerességgel leolvashatják és feljegyezhetik a napi sugárdózisokat.

## Jellemzői
2013. március 28-án a Bajkonuri űrrepülőtér indítóállomásról egy Szojuz–FG juttatta Föld körüli, közeli körpályára. Több pályamódosítást követően március 29-én a Nemzetközi Űrállomást (ISS) automatikus vezérléssel megközelítette, majd sikeresen dokkolt. Az orbitális egység pályája 88,9 perces, 51,6 fokos hajlásszögű, elliptikus pálya perigeuma 200 kilométer, apogeuma 250 kilométer volt.
A Progressz teherűrhajókkal (M–16M, M–17M, M–17M) új megközelítési technikát próbáltak ki, hogy ne legyen kétnapos a megközelítés ideje (egészséges szintre emeljék az űrhajósok komfortfokát). Az orbitális egység pályára állását követő nyolcszori gyorsítással elérték az ISS pályamagasságát. A technikai fejlesztések eredményeként a felszállás-dokkolás volt a leggyorsabb művelet, 6 óra időtartamot vett igénybe. A további repülések során egy tipikus transzatlanti repülési idővel (3 óra 30 perc–4 óra) tervezik az ISS megközelítését. A dokkolásnál előírt műveleti sorrend további 6 órát vett igénybe, amíg átmehettek az űrállomásra.
Az időszakos karbantartó munkálatok mellett elvégezték az előírt kutatási, kísérleti és tudományos feladatokat. A legénység több mikrogravitációs kísérletet, emberi, biológiai és biotechnológiai, fizikai és anyagtudományi, technológiai kutatást, valamint a Földdel és a világűrrel kapcsolatos kutatást végeztek. Fogadták/leválasztották a Progressz teherűrhajókat (M–17M, M–18M, M–19M, hogy fogadni tudják a további teherűrhajókat/modulokat), a Dragon teherűrhajót, a HTV–4 teherszállítót, az ATV–003 teherszállítót, kirámolták a szállítmányokat, illetve bepakolták a keletkezett hulladékot.
A visszatérés 2013. szeptember 11-én történt. Összesen 148 napot, 19 órát és 32 percet töltött a világűrben. 0 alkalommal kerülte meg a Földet (2013. augusztus).

## Személyzet

### Felszállásnál
- Pavel Vlagyimirovics Vinogradov (3) parancsnok,  Oroszország
- Alekszandr Alekszandrovics Miszurkin (1) fedélzeti mérnök,  Oroszország
- Christopher J. Cassidy (2) fedélzeti mérnök,  Egyesült Államok

### Leszálláskor
- Pavel Vlagyimirovics Vinogradov (3) parancsnok,  Oroszország
- Alekszandr Alekszandrovics Miszurkin (1) fedélzeti mérnök,  Oroszország
- Christopher J. Cassidy (2) fedélzeti mérnök,  Egyesült Államok

### Tartalék személyzet
- Oleg Valerjevics Kotov parancsnok,  Oroszország
- Szergej Nyikolajevics Rjazanszkij fedélzeti mérnök,  Oroszország
- Michael Scott Hopkins fedélzeti mérnök,  Egyesült Államok